# Thakkolam
Thakkolam là một thị xã panchayat của quận Vellore thuộc bang Tamil Nadu, Ấn Độ.

## Nhân khẩu
Theo điều tra dân số năm 2001 của Ấn Độ, Thakkolam có dân số 11.919 người. Phái nam chiếm 54% tổng số dân và phái nữ chiếm 46%. Thakkolam có tỷ lệ 70% biết đọc biết viết, cao hơn tỷ lệ trung bình toàn quốc là 59,5%: tỷ lệ cho phái nam là 80%, và tỷ lệ cho phái nữ là 58%. Tại Thakkolam, 10% dân số nhỏ hơn 6 tuổi.